# Iarînivka, Berezne
Iarînivka (în ucraineană Яринівка) este o comună în raionul Berezne, regiunea Rivne, Ucraina, formată numai din satul de reședință.

## Demografie
Componența lingvistică a comunei Iarînivka
     Ucraineană (99,65%)
     Alte limbi (0,35%)
Conform recensământului din 2001, majoritatea populației comunei Iarînivka era vorbitoare de ucraineană (99,65%), existând în minoritate și vorbitori de alte limbi.